# Ernst-Happel-Stadion
 Ernst-Happel-Stadion (do roku 1992 se jmenoval Praterstadion nebo Vídeňský Stadion) ve Vídni je největší stadion v Rakousku. Patří mezi 5hvězdičkové stadiony UEFA.
Své domácí zápasy zde hraje Rapid Vídeň. Hrají se zde zápasy Poháru UEFA, Ligy mistrů a některá derby. Už 4krát se zde konalo finále Ligy mistrů(1964, 1987, 1990 a 1995).
Na Ernst-Happel-Stadionu se také konají koncerty. Kapacita je pro tyto účely upravena na cca 35000 sedících a 19000 stojících diváků. Ernst-Happel-Stadion patří městu Vídni. Administrativně je spravován vídeňskou radnicí.

## Historie
Stadion byl 1929–1931 podle plánu tübingenského architekta Otto Ernsta Schweizera vystavěn a během „2. pracovní olympiády“ 11. července 1931 otevřen. Podle jeho polohy ve vídeňském Prateru byl pojmenován Praterstadion. Původně měl celkovou kapacitu 60 000 diváků, později po přestavbě Theodorem Schöllem měl dokonce kapacitu 92 708 diváku, ale v roce 1965 byla kapacita zredukována. Po jeho otevření se zde konala také politická divadla. V roce 1938–1945 byl stadion používán jako plánovací kancelář a internační tábor. Po smrti rakouského sportovce a trenéra národního mužstva Ernsta Happela v roce 1992 byl stadion přejmenován na jeho počest.